# Eugène Antoine Léopold Marsaa
Eugène Antoine Léopold Marsaa, né le 15 mars 1846 aux Martys et mort le 9 avril 1906 à Châteauroux, est un général de l'armée française. 

## Biographie
En 1870, il réussit à s'échapper de Sedan et est affecté au 12e régiment de chasseurs à Rouen. Il est légèrement blessé d'un coup de lance à Étrépagny le 29 novembre.
Il commande la 17e division d'infanterie du 15 avril 1903 au 8 avril 1906.

## Distinctions
- Commandeur de la Légion d'honneur (1904)[2].
- Officier de l'Instruction publique (21 juillet 1891).
- Commandeur de l'ordre du Dragon d'Annam.
- Commandeur de l'ordre royal du Cambodge.
- Médaille du Tonkin.